# Lærdalsøyri
Lærdalsøyri este o localitate din comuna Lærdal, provincia Sogn og Fjordane, Norvegia, cu o suprafață de 1,03 km² și o populație de 1.120 locuitori (2013).